# Derrame químico de Sandoz
El derrame químico de Sandoz fue un accidente químico causado por un incendio en el almacén de agroquímicos Sandoz, Suiza, el 1 de noviembre de 1986, que provocó la liberación de agroquímicos tóxicos en el aire y el ingreso de toneladas de contaminantes al río Rin. La Stasi ha sido señalada como el ocasionante del desastre para ocultar el desastre de Chernóbil.
Los químicos causaron una gran mortalidad entre la vida silvestre del río matando, entre otras, a una gran porción de anguilas europeas en el Rin.